# Titus Labienus
Titus Labienus (ca. 100 – 17. marts 45 f.Kr.) var en højtstående militærofficer i den sene Romerske Republik. Han tjente som plebejertribun i 63 f.Kr. Selvom han for det meste huskes for at være én af Julius Cæsars bedste og mest betroede løjtnanter under Gallerkrigene – og ofte nævnes i beretningerne om hans militære kampagner – valgte Labienus at modsætte sig Cæsar under den efterfølgende borgerkrig. Under denne borgerkrig blev han dræbt i forbindelse med Salget ved Munda. Han var far til Quintus Labienus, som fortsatte med at kæmpe pompejanernes sag under den borgerkrig, som opstod i forlængelse af mordet på Cæsar.

## Biografi

### Tidlig karriere
Da hans embedsperiode som praetor lå i 60 eller 59 f.Kr., blev Titus Labienus højst sandsynligt født omkring 100 f.Kr. Mange kilder peger på, at han kom fra byen Cingulum i Picenum. Hans familie tilhørte ridderstanden (equites). Det er sandsynligt, at han tidligt fik bånd til Pompejus i sin tid som protektor for Picenum, grundet Labienus' ønske om at stige i militær rang. Hans tidligste militærtjeneste fandt sted i ca. 78–75 f.Kr. i Cilicia under Publius Servilius Vatia Isauricus, der kæmpede mod pirater og de isauriske bakkestammer.

### Plebejertribun og retssag mod Gajus Rabirius
I 63 f.Kr. var Titus Labienus plebejertribunplebejertribun med tætte bånd til Pompejus. Gajus Julius Cæsar samarbejdede ligeledes med Pompejus, og derfor samarbejdede han og Labienus lejlighedsvis. Dette samarbejde var kimen til det, der senere udviklede sig til et venskab mellem Labienus og Caesar.
På Cæsars foranledning anklagede Labienus Gajus Rabirius for højforræderi (perduellio) for mordet på tribunen Lucius Appuleius Saturninus og på hans onkel Titus Labienus i 100 f.Kr. Formålet med denne retssag var at miskreditere det såkaldte "Senatets endelige dekret" (senatus consultum ultimum), en nødforanstaltning fra Senatet, der ofte blev brugt mod populares og de romerske folkeforsamlinger. Labienus brugte den forældede procedure med duumviri, anvendt i den tidlige republik, mod Rabirius. Proceduren omgik normal strafferet, og Rabirius ville blive dømt uden forsvar. Da tribuner var hellige (sacrosanct), blev det anset som en handling mod guderne at dræbe en tribun. Derfor blev straf af gerningsmanden mere set som en form for renselse for at besværge gudernes vrede. Drabet blev betragtet som en så dyb forurening, at en normal straffesag var unødvendig, og øjeblikkelig renselse var nødvendig for at undgå gudernes vrede. Duumviri fik til opgave at anklage under påskud af åbenlys skyld og rense den skyldige gennem piskeslag.
Rabirius appellerede til Centurieforsamlingen, hvor Cicero forsvarede ham Men før forsamlingen kunne stemme, brugte Metellus Celer sine beføjelser som en augur (varslernes tydere) til at påstå, at man havde observeret dårlige varsler. Herefter fik han flaget på tage flaget ned i Janiculum-højen pillet ned. Dette udskød retssagen. Rabirius blev i sidste ende dømt til eksil, da han ikke var i stand til at betale den urimeligt høje bøde.
Samme år fremsatte Labienus en folkeafstemning, om at overdrage valget af pontifekser (ypperste præster) tilbage til folket. Det sikrede indirekte Cæsar den fornemme stilling som pontifex maximus, på grund af hans støtte til Labienus i denne sag (Dio Cassius xxxvii. 37).
Labienus var mere soldat end politiker og brugte primært sit embede som en vej til at sikre sig høje militære stillinger. Efter sin embedsperiode som plebejertribun tjente Labienus som Cæsars legat (næstkommanderende) i Gallien. Han indtog derfor Cæsars plads, når Cæsar befandt sig uden for Gallien.

### Løjtnant under Cæsar i Gallien
Som Cæsars ledende legat under hans felttog i Gallien var Labienus den eneste legat, der blev nævnt ved navn i Cæsars skrifter om sit første felttog. Han var en dygtig kavalerikommandør.
Labienus tilbragte vinteren 58 f.Kr. med at lede tropperne i vinterlejr ved Vesontio (nutidens Besançon). Han havde også fuld kommando over legionerne i Gallien under Cæsars fravær, da han besad titlen legatus pro praetore (stedfortrædende general). Dette privilegium havde han både da Cæsar administrererede retsvæsenet i Cisalpine Gallien (nutidens Norditalien) og under Cæsars andet felttog til Britannien (i 54 f.Kr.).
Under det belgiske felttog i 57 f.Kr. besejrede Labienus, som havde kommandoen over den 9. og 10. legion, indledningsvis de atrebatiske tropper nær floden Sabis. Herefter indtog han fjendens lejr. Derfra sendte han den 10. legion mod nerviernes bagerste linjer, mens de var engageret med resten af Cæsars hær. Dette ene træk vendte kampens udfald og sikrede Caesar sejren.
Labienus bliver også krediteret for at besejre trevererne under ledelse af Indutiomarus. Labienus tilbragte dage med sin hær forskanset i lejren, mens Indutiomarus chikanerede ham dagligt i et forsøg på at skræmme og demoralisere tropperne. Labienus ventede på det rette øjeblik, hvor Indutiomarus og hans styrker uorganiseret vendte tilbage til deres lejr. Han sendte herefter sit kavaleri ud gennem to porte. De fik ordrer til først at dræbe Indutiomarus og derefter hans bagtrop på vej tilbage. Labienus' mænd var succesfulde, og med deres leders død blev treverernes hær spredt og opløst. Treverernes styrker omgrupperede sig senere under ledelse af slægtninge til Indutiomarus og rykkede frem mod Labienus, hvor de slog lejr på den anden side af floden fra hans legioner, mens de ventede på forstærkning fra Germanerne. Labienus foregav at trække sig tilbage, hvilket lokkede trevererne til at krydse floden. Herefter vendte han om og beordrede sine mænd til angreb. I denne ufordelagtige position blev treverernes hær knust. Efter at have hørt om dette vendte de germanske forstærkninger om.
Labienus' sejr over parisierne ved Lutetia i forbindelse med Slaget ved Lutetia er endnu et eksempel på hans taktiske geni. Her sendte han fem kohorter tilbage mod Agedincum (det nuværende Sens), mens han selv krydsede Sequana-floden (også kendt som Seinen-floden) med tre legioner. Dette narrede fjenden til at tro, at han havde delt sin hær og krydsede floden tre steder. Fjendens hær splittede sig i tre dele for at følge Labienus. Hovedstyrken mødte Labienus, som derefter omringede dem med resten af sine legioner. Herefter udslettede han forstærkningerne med sit kavaleri..
I september 51 f.Kr. udpegede Cæsar Labienus til guvernør i Cisalpine Gallien.

### Skifter troskab: kommandør under Pompejus i borgerkrig
Efter at Cæsar havde krydsede Rubicon, forlod Labienus sin post i Cisalpine Gallien og sluttede sig til Pompejus. Han blev begejstret hilst velkommen på den pompeianske side, og bragte noget gallisk og germansk kavaleri med sig. Han medbragte desuden informationer om Cæsars militære styrke.
Pompeius udnævnte Labienus til øverstkommanderende for sit kavaleri (magister equitum). Labienus forsøgte at overbevise Pompeius om at møde Cæsar i Italien i stedet for at trække sig tilbage til Hispania (Den Iberiske Halvø, bestående af nutidens Spanien og Portugal) for at omgruppere sig. Han insisterede på, at Cæsar hær var svækket og tyndt besat efter felttoget i Gallien.
Labienus' held under Pompejus var lige så dårlig som hans succeser under Cæsar havde været bemærkelsesværdige. Efter nederlaget i Slaget ved Farsalos, hvor han anførte kavaleriet, flygtede han til Korfu. Da han hørte om Pompejus' død, drog han videre til Afrika. Han løj for Pompejus' tilhængere for at opretholde moralen. Han påstod, at Cæsar var blevet dødeligt såret i Slaget ved Farsalos. I forbindelse med Slaget ved Ruspina i 46 f.Kr. lykkedes det ham ved hjælp af ren overmagt (flere tropper) at forsinke Cæsar en smule. Ved at opstille sine tropper i tætte formationer fik han Cæsar til at tro, at han kun havde fodsoldater, og han formåede at nedkæmpe Cæsars kavaleri og omringe hans hær. Dog kunne Labienus ikke besejre Cæsars styrker og blev tvunget til at trække sig tilbage. Efter nederlaget i Slaget ved Thapsus sluttede han sig til den yngre Gnaeus Pompeius (Pompejus' søn) i Hispania.
Døden indhentede Labienus i Slaget ved Munda – en tæt kamp mellem Cæsars hær og Pompejus' sønner. Kong Bogud, en allieret med Cæsar, angreb pompeianernes styrker bagfra med sin hær. Labienus, der på dette tidspunkt kommanderede pompeianernes kavaleri, så dette og førte kavaleriet væk fra frontlinjen for at møde angrebet. Pompeianernes legioner misforstod dette som en retræte, mistede modet og begyndte at bryde sammen. Under flugten led pompeianernes hær store tab. Dette nederlag markerede afslutningen på Cæsars borgerkrig. Labienus blev dræbt under flugten. Ifølge Appian (BC2.105) blev hans hoved bragt til Cæsar. Cæsar sendte herefter folk ud for at finde sin gamle vens lig, og beordrede Labienus begravet med fuld militær ære.